# Zmarli w roku 1898
Lista osób zmarłych w 1898:

## styczeń 1898
- 14 stycznia – Lewis Carroll, angielski matematyk, poeta, autor powieści[1]

## luty 1898
- 2 lutego – Maria Katarzyna Kasper, niemiecka zakonnica, święta katolicka[2]
- 13 lutego – Stanisław Hebanowski, polski architekt[3]

## marzec 1898
- 10 marca – Maria Eugenia od Jezusa Milleret, francuska zakonnica, święta katolicka[4]
- 15 marca – Henry Bessemer, inżynier i wynalazca angielski, który spowodował przewrót w hutnictwie[5]

## czerwiec 1898
- 10 czerwca – Tuone Udaina, ostatni użytkownik języka dalmatyńskiego[6]

## lipiec 1898
- 30 lipca – Otto von Bismarck, niemiecki polityk, pierwszy kanclerz zjednoczonego Cesarstwa Niemieckiego[7]

## sierpień 1898
- 19 sierpnia – Bolesław Kotula, polski zoolog i botanik[8]
- 30 sierpnia – Alan Rotherham, angielski rugbysta[9]

## wrzesień 1898
- 9 września – Stéphane Mallarmé, francuski poeta i teoretyk sztuki[10]
- 10 września  – Elżbieta Bawarska, cesarzowa austriacka[11]
- 20 września – Theodor Fontane, niemiecki pisarz, dziennikarz, krytyk oraz farmaceuta[12]
- 27 września – Eduard Junge, rosyjski okulista[13]

## listopad 1898
- 28 listopada – Conrad Ferdinand Meyer, szwajcarski pisarz[14]

## grudzień 1898
- 24 grudnia – Szarbel Makhlouf, maronicki zakonnik, święty[15]